# Escudería

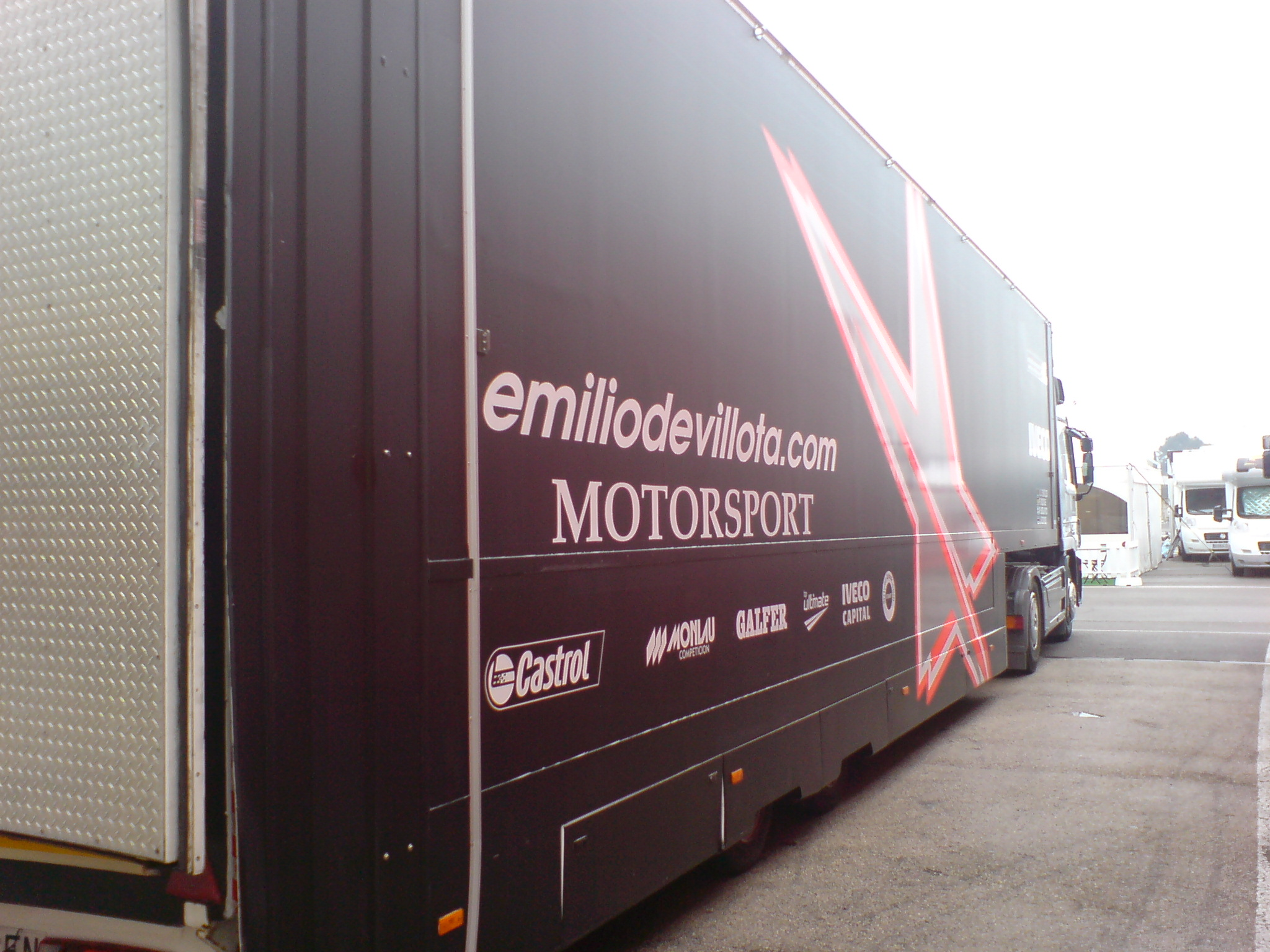
Camión para transportar material del equipo EmiliodeVillota Motorsport.

Se conoce como escudería al conjunto de personas y objetos que forman un equipo conjunto dentro de algún deporte de motor, sea rallyes, Fórmula 1, motociclismo, etc, y que está formado por un conjunto de vehículos y pilotos. También se puede reducir esta definición al conjunto de automóviles de un mismo equipo de competición. Según la definición italiana, idioma desde donde proviene el término, una escudería es una organización deportiva que alberga a los autos de competición que compiten en la misma casa y proporcionan asistencia técnica a los pilotos.

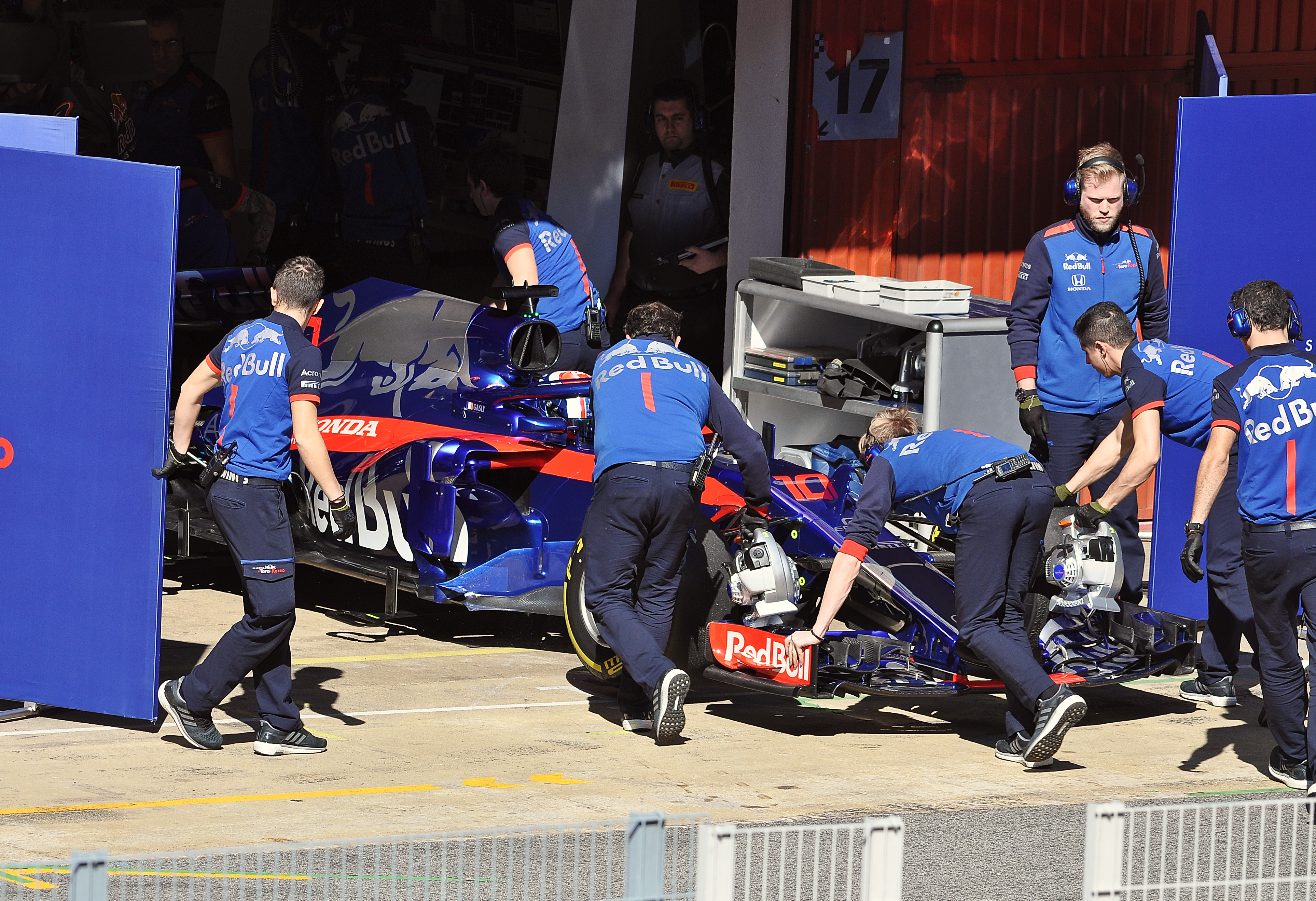
Box del equipo Toro Rosso de Fórmula 1.

En algunos países como España, las escuderías además de competir pueden de organizar pruebas de rally. Para ello debe cumplir la normativa de la federación de su país, presentado su rally meses antes de su celebración, una guía donde se establecen los tramos, horarios, kilometraje, plan de seguridad, premios, etc. El día de su celebración la federación competente presencia la prueba a través de un comisario que vigila que todo se cumpla según la normativa. Además la federación establece un coeficiente a la prueba, a mayor coeficiente mejor será la prueba, mayores serán los premios (en metálico), más reputación adquirirá la prueba, además de poder ser puntuable a campeonatos de categoría superior.